# Tredje riket
Tredje riket eller "det tredje riket" (tyska: Drittes Reich / Das Dritte Reich), i förhållande till föregående Tysk-romerska riket och Kejsardömet Tyskland,  var den benämning som nazistiska ideologer gav den tyska staten under Adolf Hitlers totalitära diktatorskap och styre av landet, som varade åren 1933 till 1945. Begreppet användes av nationalsocialister redan före maktövertagandet, men togs ur bruk senare under 1930-talet, men icke-nazister har använt benämningen för hela Hitlertiden. Formellt hette den tyska staten dock "Tyska Riket" (Deutsches Reich) under perioden fram till 1943, varefter staten själv ändrade namnet till "Stortyska Riket" (Grossdeutsches Reich). Termen är mångbottnad och kan spåras till flera olika hänsyftningar. Det skall inte förväxlas med Gottlob Freges begrepp drittes Reich inom analytisk filosofi, framfört 1918.

## Olika betydelser

### Hitlers fascination för skådespel
Termen Tredje riket sägs ursprungligen härstamma från Adolf Hitlers ungdom och hans stora intresse för teater och dramatik, särskilt av den norske, liberalt inriktade dramatikern Henrik Ibsen. Som barn och yngling kom Hitler att se flera uppsättningar av dennes pjäser i Tyskland, och de gjorde ett mycket starkt intryck på honom; så starkt att han senare började läsa Ibsens samlade verk. Hitler intresserade sig särskilt för mastodontdramat Kejsare och galilé (Kejser og galilæer, 1873), om den romerske kejsaren Julianus Apostata (331–363), kallad Avfällingen, då han i sin svåra etiska konfliktsituation som kristen kejsare avföll från kristendomen och bedrev förföljelser av de kristna för att söka återinföra den gamla romerska religionen, även om han själv var nyplatoniker. 
Dramat handlar om just denna konflikt, att "tjäna två herrar", både vara auktoritär makthavare och krigsherre och samtidigt anhängare av den kristna kärleksläran, och Ibsen kallar i pjäsen denna dröm om att kunna sammansmälta de båda idealen till ett helt nytt slags rike: det tredje riket. År 1888 aktualiserades alltså begreppet "Tredje riket" i den tyska diskursen. I pjäsen ser sig kejsaren som en sorts frälsare, som in i döden offrar sig för sitt folk och sitt land, och Hitlers eget liv kom i mycket att präglas djupt av denna pjäs och likna kejsarens ödesväg, vilket också utförligt beskrivs i boken Ibsen and Hitler (Steven F. Sage, 2006). Hitler ville också styra de tyska kyrkorna till att hälsa honom som en "frälsargestalt" inom en kristen kontext.

### Religiös betydelse
Termen Tredje riket har även en djupare, religiös betydelse. Med den kristna treenigheten som modell delade den italienske abboten Joakim av Floris 1130–1202 in historien i tre perioder. Tiden före Kristi födelse var Faderns rike (Guds rike), med Jesus inträdde Sonens rike och år 1200 skulle en ny tidsålder bryta in: Andens rike. Detta tredje rike skulle präglas av en harmonisk sammansmältning av ande och materia, och detta anknyter också till den för Hitler ursprungliga innebörden i hans personliga roll.
Det medeltida begreppet Tredje riket omvandlades av den tyske författaren Arthur Moeller van den Bruck (1876–1925) som i boken Das dritte Reich (1923) talade sig varm för ett nytt enat Tyskland utan motsättningar mellan högern och vänstern. Det var till honom nazisterna också hänförde begreppet som ett ideal för politisk enhet, men begreppet tredje riket hade använts redan 1919 av Ibsen-bearbetaren Dietrich Eckart, så riktningen för den influensen är omstridd. Bruck argumenterade både mot kapitalismen och den internationella socialismen och förespråkade tysk nationell socialism. NSDAP:s grundare Anton Drexler och Hitler betonade socialism för de tyska arbetarnas rätt, i uttalad motsats mot den statsupplösande kommunistinternationalen. Således framhölls det Tredje riket som en nationell idealstat, istället för orättvis kapitalism och en judepåverkad bolsjevikisk sovjetstat.

### Det tredje stortyska riket
Johannes Schlaf gav 1900 ut romanen Das dritte Reich, som framförde tankar i mycket gemensamma med nationalsocialisternas. Benämningen Tredje riket, från olika källor, vidarearbetades sedan av Hitlers medarbetare till en för folket mer begriplig betydelse, och i den nazistiska propagandan kallades ibland det nationalsocialistiska Tyskland för Tredje riket. Man hävdade att det första riket var det Heliga romerska riket av tysk nation (Sacrum imperium Romanum nationis Germanicæ) som existerade mellan 962 och 1806, som omfattade större delen av Karl den Stores rike. Andra riket var Kejsardömet Tyskland, som Otto von Bismarck grundade 1871 med Preussen som centrum och som varade till 1918, med Vilhelm II som siste kejsare. 

## Upphörande
Benämningen Tredje riket gjordes aldrig officiell i Tyskland, även om Hitler 1933 proklamerade att staten var detta, och ett tusenårsrike, och snart efter maktövertagandet försvann den ur den nazistiska propagandan. Från 1939, under andra världskriget tillät Hitler inte att begreppet användes, delvis för att Tysklands välde förändrades och begreppet Stortyskland istället blev aktuellt, jämte "tusenårsriket" (Tausendjähriges Reich), men han kunde referera till det vid enstaka tillfällen. Först märktes tyska frimärken med "Deutsches Reich", men från 1943 med "Grossdeutsches Reich". Men termen Tredje Riket hade redan fått fäste utomlands, så det finns kvar ett oegentligt bruk av termen i en del andra språk, som inkluderar krigsperioden, och som synonym för Nazityskland. I engelskan förekommer ofta begreppet "the Third Reich", genom en blandning av språken i brist på överensstämmande konnotation för ordet "Reich". I efterkrigstidens Tyskland används främst begreppen "NS-Staat" eller "Führerstaat", och "Nazi-Deutschland". Vid utropandet av de båda tyska staterna 1949 användes ordet Reich inte mera, utan Republik (BRD och DDR).